# Epigynopteryx flexa
Epigynopteryx flexa là một loài bướm đêm trong họ Geometridae.